# Ammotrecha cobinensis
Espèce
Ammotrecha cobinensis est une espèce de solifuges de la famille des Ammotrechidae.

## Distribution
Cette espèce se rencontre aux États-Unis en Californie et au Mexique,.

## Description
Le mâle holotype mesure 9,0 mm.

## Étymologie
Son nom d'espèce, composé de cobin[a] et du suffixe latin -ensis, « qui vit dans, qui habite », lui a été donné en référence au lieu de sa découverte, Cobina.

## Publication originale
- Muma, 1951 : The Arachnid order Solpugida in the United States. Bulletin of the American Museum of Natural History, no 97, p. 31-141 (texte intégral).